# Colonnes ophitiques

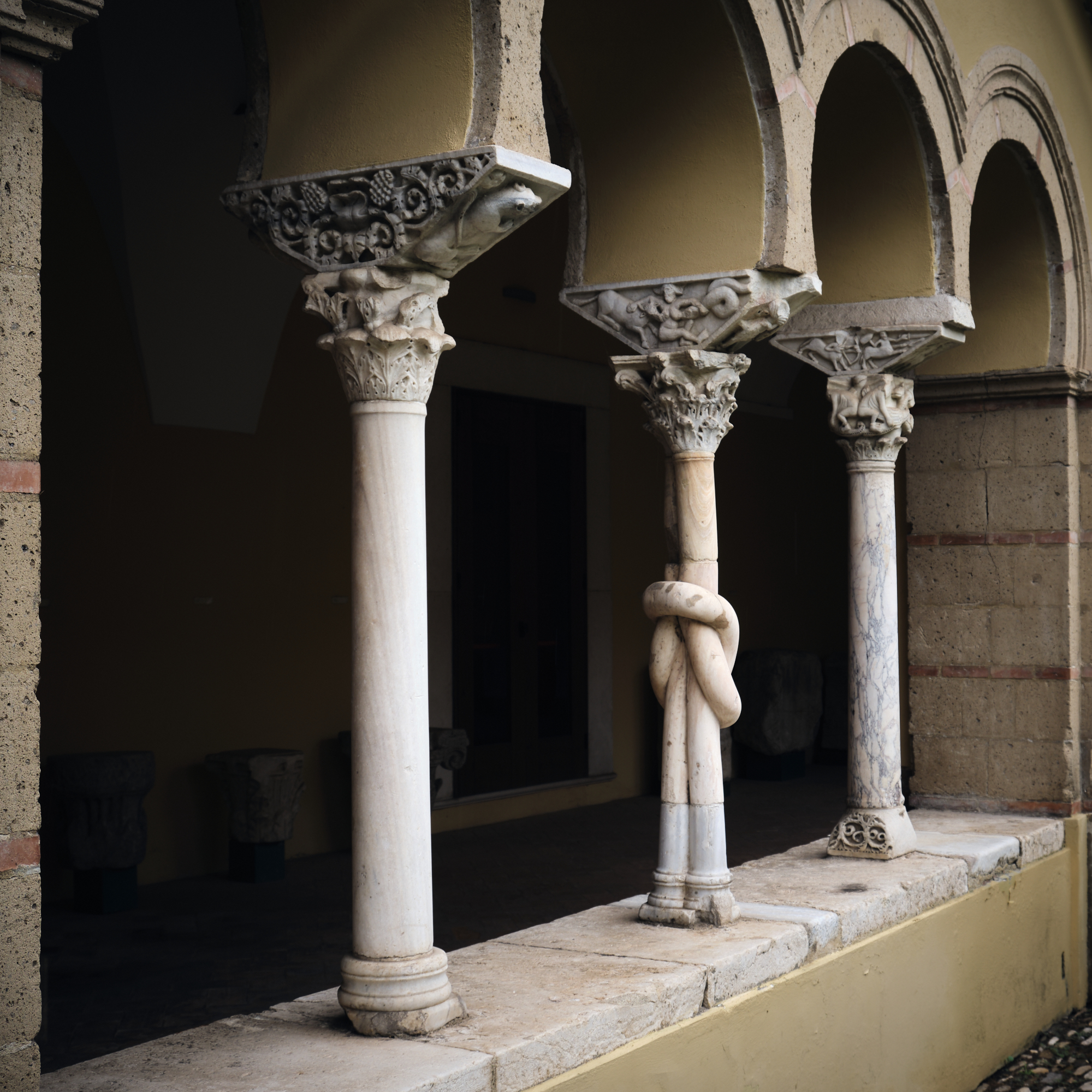
Colonnes du cloître du monastère de Sainte-Sophie à Bénévent.

Les colonnes ophitiques sont des colonnes géminées qui s’entrelacent à mi-fût en formant un nœud.
En groupe de quatre colonnettes, elles forment souvent les piliers d’angles d’un cloître.
Particulièrement liées à l’œuvre des maestri comacini et à l’ordre cistercien, elles sont principalement utilisées durant la période romane dans une vaste zone géographique entre l’Italie septentrionale, la Bavière et la Bourgogne. Le terme dérive du grec ancien ὄφις (óphis) qui signifie « serpent ».
Un des plus anciens exemples se trouve en élément de soutien sous la chaire de la pieve San Pietro a Gropina (de).

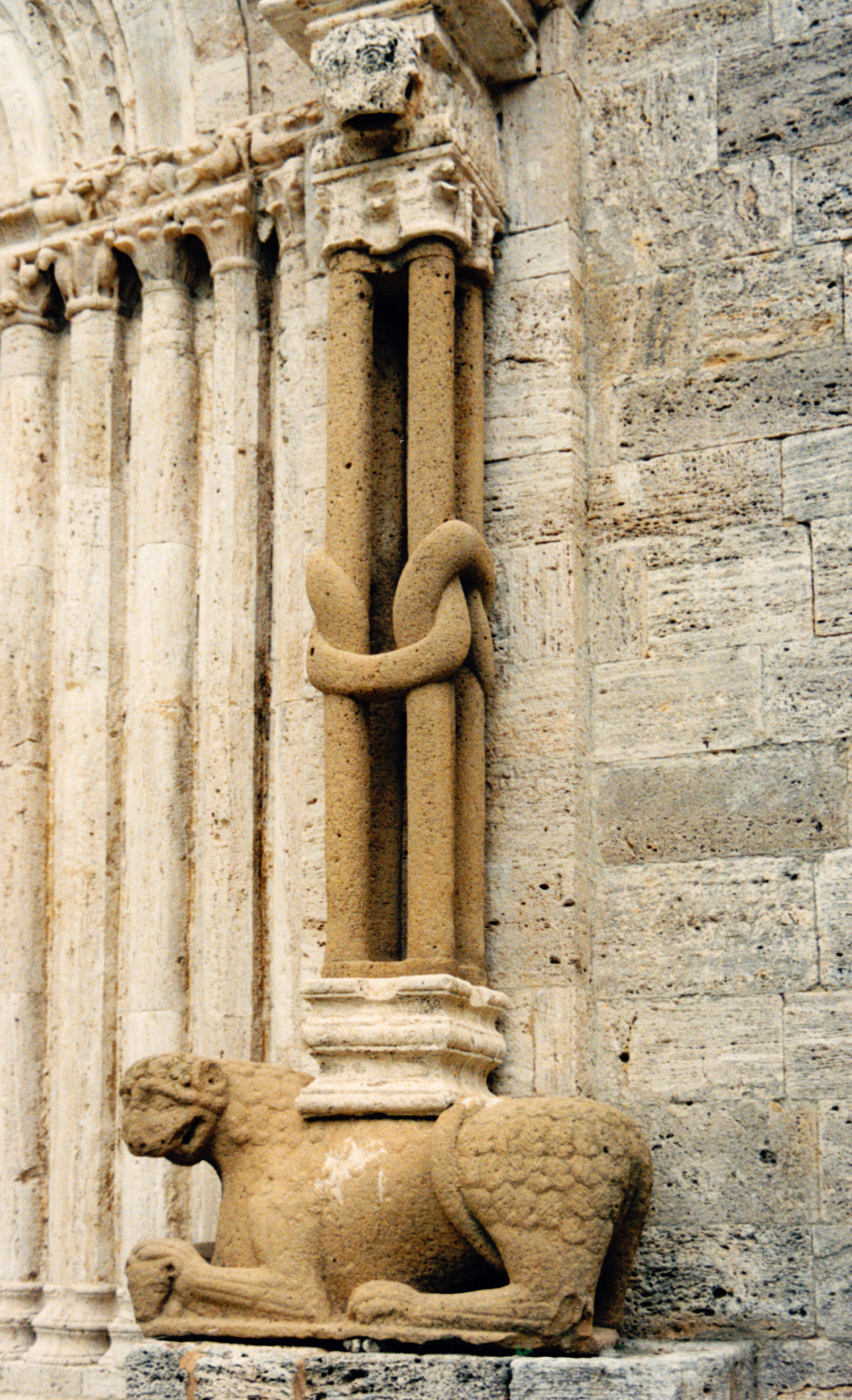
Colonnettes reposant sur un lion stylophore à la collégiale de San Quirico d'Orcia.
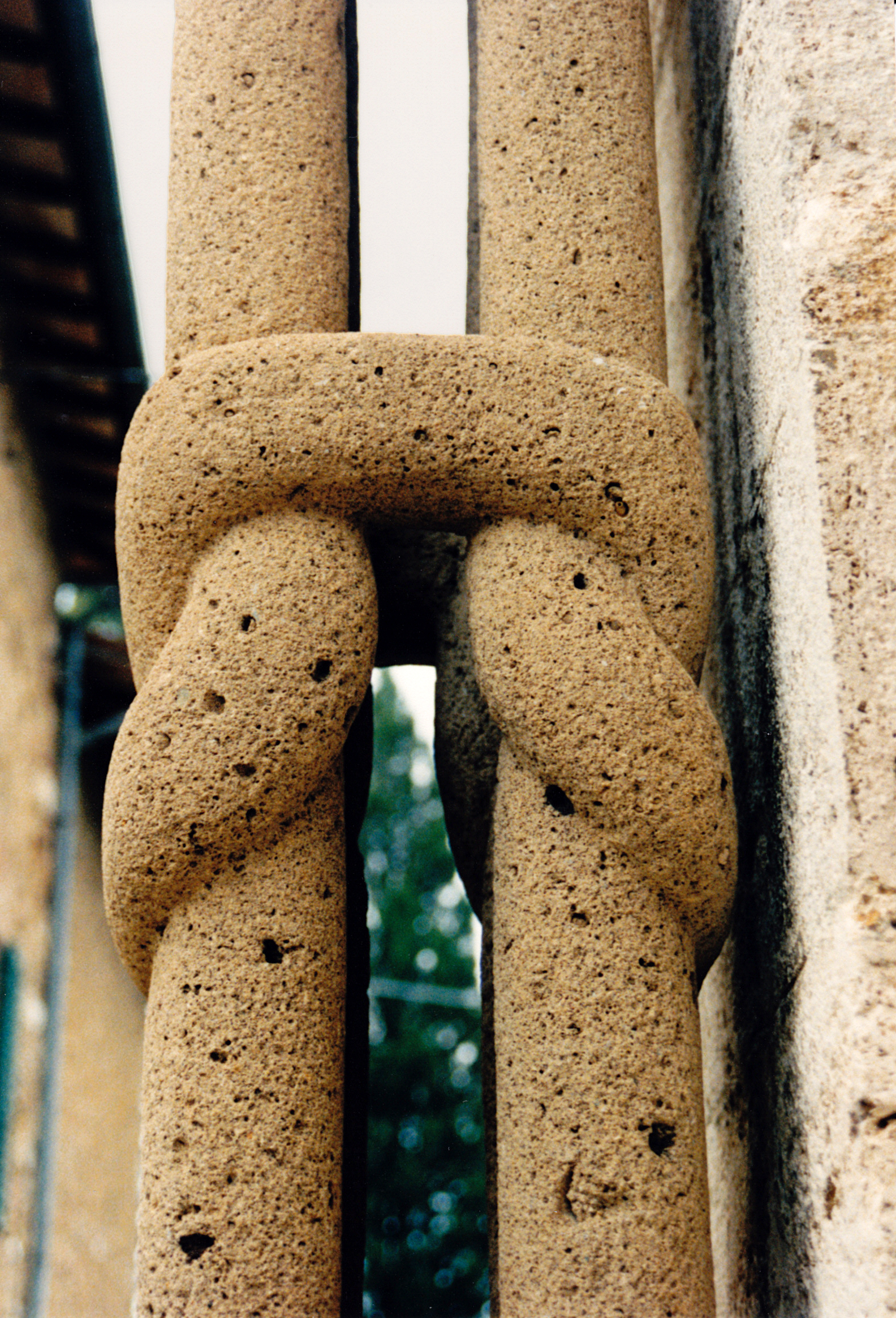
Détail des colonnes ophitiques de San Quirico d'Orcia.
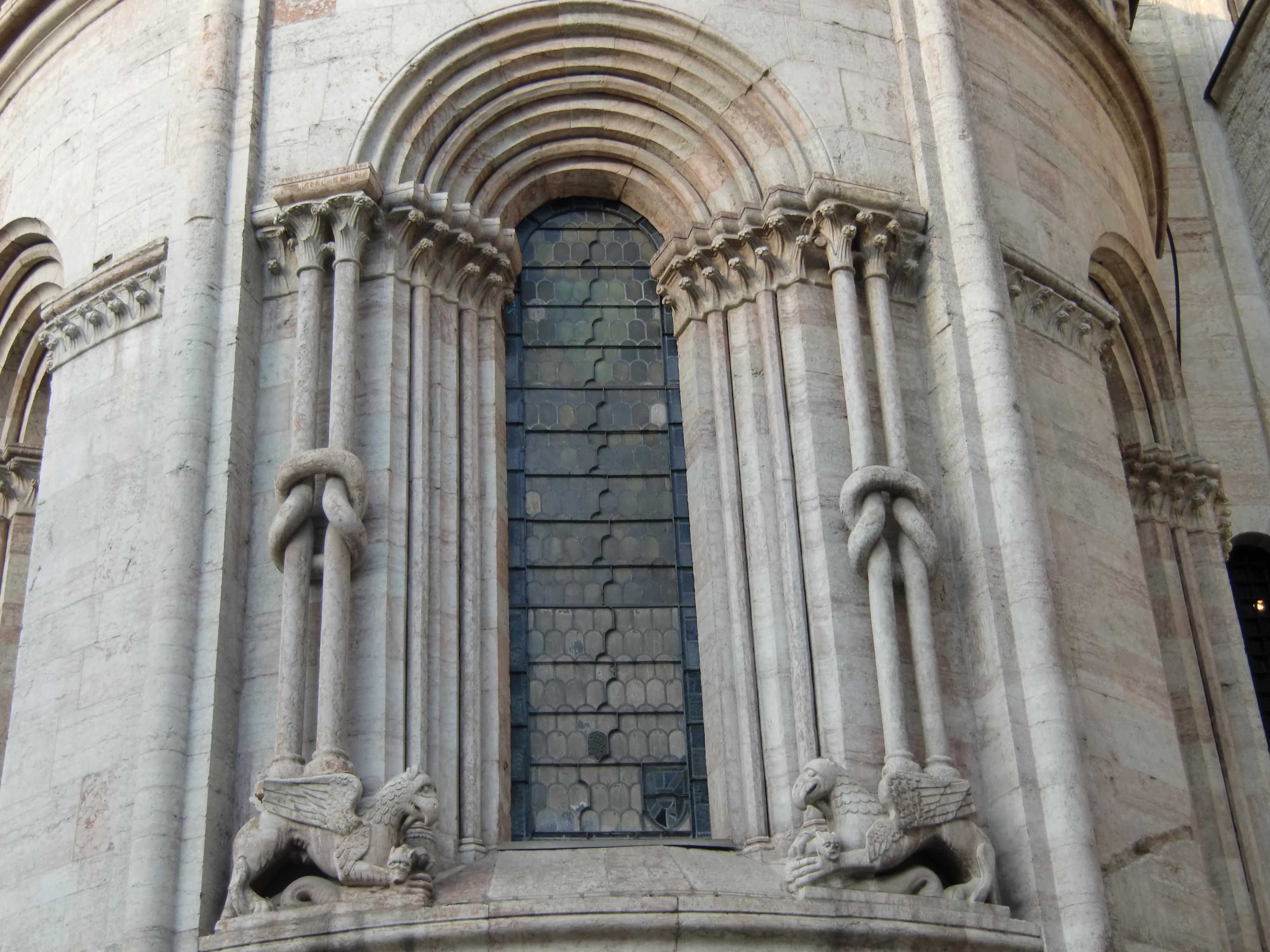
Détails de l’abside du dôme de Trente.
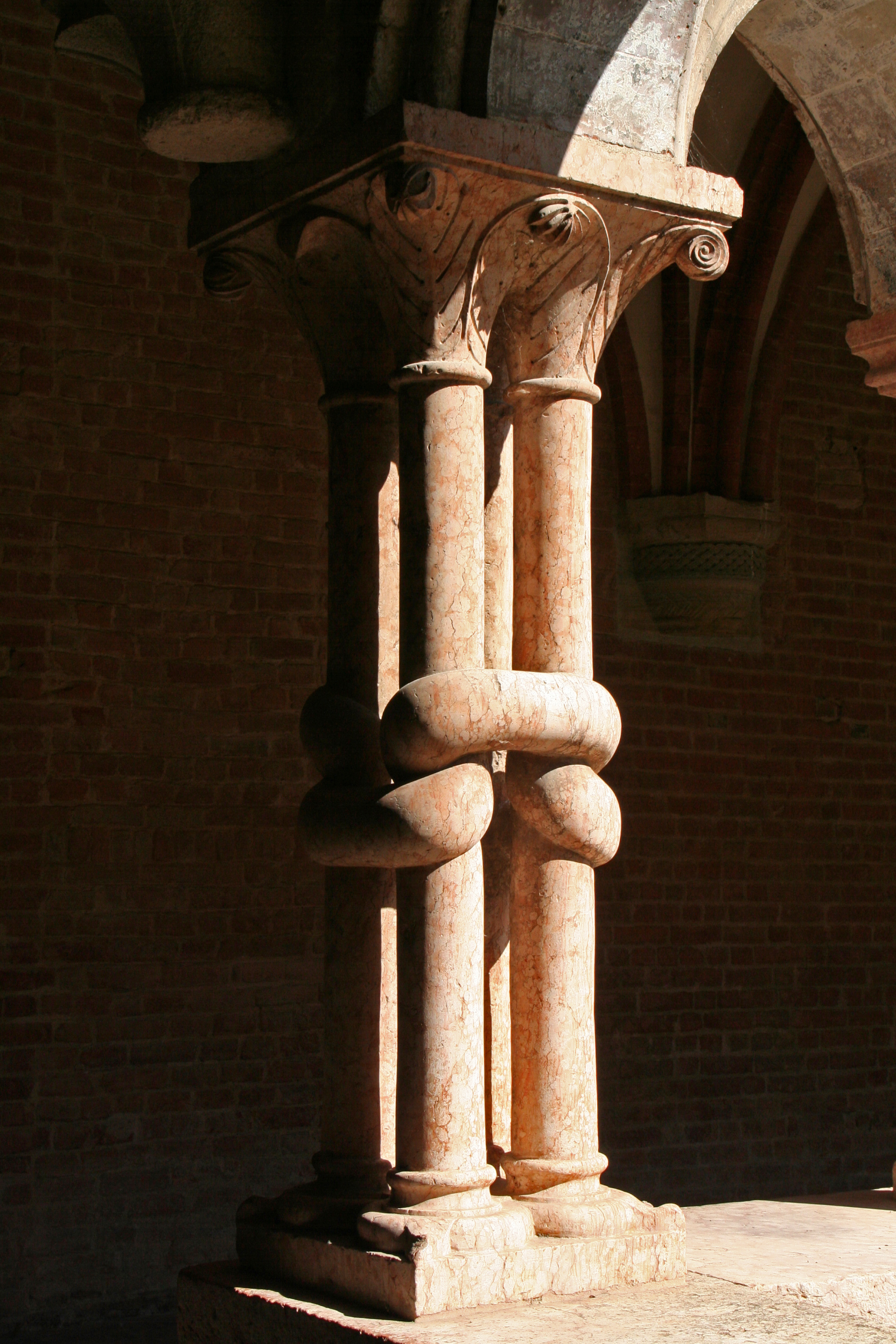
Colonnes ophitiques d'angle du cloître de l’abbaye de Chiaravalle della Colomba.